# Ibrahima Diarra
Ibrahima Diarra (né le 16 février 1971 en République de Haute-Volta, aujourd'hui Burkina Faso) est un joueur de football international burkinabé, qui évoluait au poste de gardien de but.

## Biographie

### Carrière en sélection
Avec l'équipe du Burkina Faso, il joue entre 1992 et 2001, et figure notamment dans le groupe des sélectionnés lors des Coupes d'Afrique des nations de 1996 et de 1998.